# Macroalga

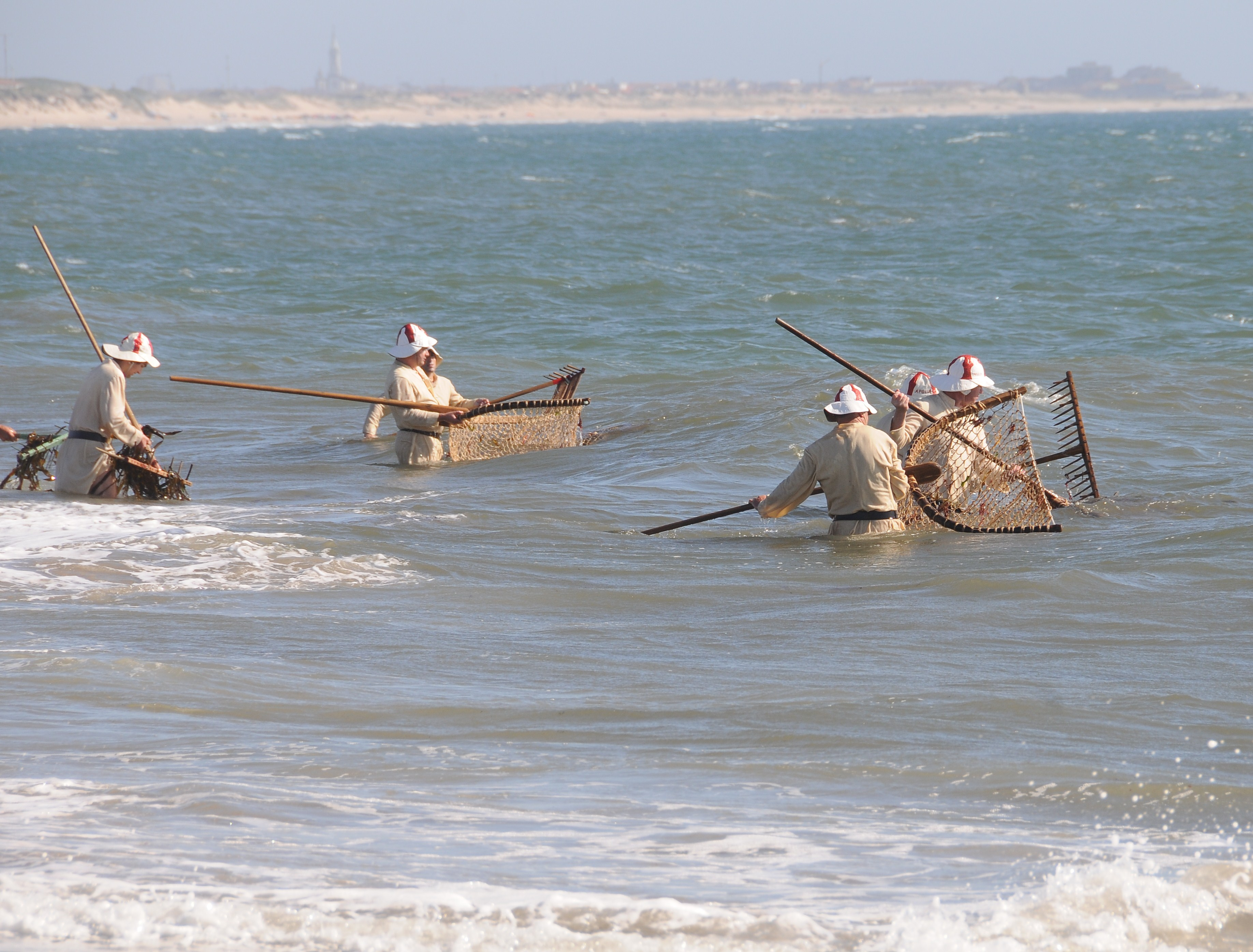
Apanha do "Sargaço" na Apúlia, Esposende, usado na fertilização dos campos, sobretudo masseiras

Macroalga é o termo usado pelos biólogos para se referir a organismos eucariotas, fotossintetizadores e pluricelulares, mas que não tem as estruturas especializadas e as formas de reprodução das plantas verdadeiras.
Existem três tipos de macroalgas, que se distinguem pelos diferentes pigmentos fotossintéticos de suas células:
- algas verdes, do filo Chlorophyta
- algas marrons, do filo Phaeophyta
- algas vermelhas, do filo Rhodophyta

## Macroalgas
As algas verdes são um grande grupo de algas a partir de qual os embriófitos (ou plantas terrestres) emergiu. Como tal, formam um grupo parafilético, apesar do grupo formado pelas algas verdes em conjunto com os embriófitas ser monofilético (e normalmente denominado apenas por reino Plantae). As algas verdes incluem organismos flagelados unicelulares ou coloniais, normalmente com dois flagelos por célula. No grupo das Charales, os parentes mais próximos das plantas superiores, a total diferenciação dos tecidos ocorre. Algumas espécies são multicelulares, existindo cerca de 6.000. Atualmente, este filo contém 500 géneros descritos e mais de 8.000 espécies.